# Velike Sredice
Velike Sredice su pretežito ruralno stambena četvrt u južnom dijelu grada Bjelovara.    
Unutar četvrti pronalazi se industrijski pogon proizvodnje mlijeka i mliječnih proizvoda tvornica Sirela pod vlasništvom tvrtke Dukat d.d. 
Kroz Velike Sredice prolazi državna cesta D43 i veći dio južne Bjelovarske obilaznice.

## Povijest
Tijekom vremena Rimskoga Carstva je prateći rijeku Bjelovacku prolazila rimska cesta u smjeru Veliko Korenovo – Kupinovac koja je i prolazila kroz današnje Velike Sredice.
Tijekom 14. stoljeća na području današnjih Velikih Sredica i Malih Sredica se nalazilo  srednjovjekovno naselje Jakobove Sredice. Pretpostavlja se da se radilo o naselju gdje su se sredinom tjedna održavali sajmovi. Tijekom 16. stoljeća Jakobove Sredice gube svoju važnost i sajmovi se sele u obližnji Gudovac.
Izgradnjom Bjelovara kao grada 1756. godine glavna prometnica kroz današnje Velike Sredice je postala glavna prometnica prema Zagrebu. Uz cestu se polako razvilo današnje prigradsko naselje Velike Sredice koje se već tada počinje oblikovati u dio bjelovarskog predgrađa.
Izgradnjom i dovršetkom pruge Križevci – Bjelovar – Kloštar dio kuća i oranica sjeverno od pruge uz današnju ulicu Krste Frankopana postaju odvojeni od ostatka tada ruralnog naselja Sredice, te 1960-ih godina postaju moderno Vinkovićevo naselje.
Tijekom 1980-ih Velike Sredice, zajedno sa Malim Sredicama, Hrgovljanima i Ivanovčanima se ukidaju kao vlastita naselja te se pripajaju Bjelovaru kao četvrti.

## Galerija
- Industrijski pogon Sirela
- Pravoslavna kapela sv. Jovan i Cintor
- Raspelo na prometom raskrižju Gudovačka cesta